# Ministérios Internacionais
Os Ministérios Internacionais (em inglês:   International Ministries) são uma organização  missionária bautista. Ela é afiliada à as Igrejas Batistas Americanas EUA. Sua sede é em King of Prussia, Estados Unidos.

## História
A organização foi fundada em 1814 como Conselho Batista para Missões Estrangeiras pela Convenção Trienal (agora American Baptist Churches USA).  A primeira missão da organização ocorreu na Birmânia com os missionários Adoniram Judson e Ann Hasseltine Judson em 1814.  As missões subsequentes foram em Siam em 1833, na Índia em 1840, em China em 1842, no Japão em 1872 e nas Filipinas em 1900.   A organização foi renomeada American Baptist Missionary Union em 1845, American Baptist Foreign Mission Society em 1910, American Board of International Ministries em 1973. 